# Olivier Nakache

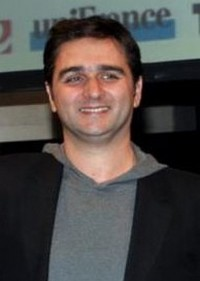
Olivier Nakache (2012)

Olivier Nakache (* 14. April 1973 in Suresnes) ist ein französischer Drehbuchautor und Filmregisseur.

## Leben
Nakache ist seit Mitte der 1990er Jahre als Filmregisseur und Drehbuchautor tätig. Bis heute war er an mehr als zehn Filmproduktionen beteiligt. Er wurde 2012 zusammen mit Éric Toledano für den César in den Kategorien Beste Regie und Bester Film nominiert.
Nakaches jüngere Schwester ist die Filmemacherin Géraldine Nakache. Sie beide sind Nachkommen von Geschwistern des algerisch-französischen Schwimmers und Wasserballspielers Alfred Nakache.

## Filmografie (Auswahl)
- 2005: Zwei ungleiche Freunde (Je préfère qu’on reste amis…)
- 2008: C’est la vie – So sind wir, so ist das Leben (Le premier jour du reste de ta vie)
- 2011: Ziemlich beste Freunde (Intouchables)
- 2015: Heute bin ich Samba (Samba)
- 2017: Das Leben ist ein Fest (Le sens de la fête)
- 2019: Alles außer gewöhnlich (Hors normes)
- 2021–2022: In Therapie (Fernsehserie)
- 2023: A Difficult Year (Une année difficile)